# Лександ
Лександ (на шведски: Leksand) е град в централна Швеция, лен Даларна. Главен административен център на едноименната община Лександ. Разположен е около река Йостердалелвен при изхода ѝ от западния бряг на езерото Силян. Намира се на около 220 km на северозапад от столицата Стокхолм и на около 40 km на северозапад от Фалун. Има жп гара. Населението на града е 5934 жители според данни от преброяването през 2010 г.